# Fuji (lớp thiết giáp hạm)
Lớp thiết giáp hạm Fuji (tiếng Nhật: 富士型戦艦 - Shikishima-gata senkan) là một lớp thiết giáp hạm tiền-dreadnought bao gồm hai chiếc của Hải quân Đế quốc Nhật Bản được thiết kế và chế tạo tại Anh Quốc. Fuji là lớp thiết giáp hạm đầu tiên của Hải quân Nhật Bản.

## Bối cảnh
Vào cuối thế kỷ 19, chiến lược của Hải quân Đế quốc Nhật Bản về căn bản dựa trên trường phái hải quân cấp tiến Jeune École, như được giới thiệu bởi nhà cố vấn quân sự và kiến trúc sư hải quân người Pháp Emile Bertin. Tuy nhiên, không phải tất cả mọi nhà lãnh đạo trong Hải quân Nhật đều đã bị thuyết phục về hiệu quả của học thuyết này; và đã dấy lên những mối lo ngại sau khi Hạm đội Bắc Dương của triều đình nhà Thanh Trung Quốc bắt đầu sở hữu những thiết giáp hạm được chế tạo tại châu Âu. Vì Nhật Bản vẫn chưa có được kỹ thuật và đủ khả năng để có thể tự đóng thiết giáp hạm cho chính mình, nên họ đã quay sang Anh Quốc để đặt hàng hai tàu chiến hiện đại nhất vào năm 1893.
Việc có được ngân quỹ để chế tạo chúng là một cuộc đấu tranh của Chính phủ Nhật Bản. Đề nghị ban đầu được đưa ra trong ngân sách của Thủ tướng Matsukata Masayoshi vào năm 1891, nhưng bị nghị viện Nhật Bản hủy bỏ do những tranh cãi chính trị. Matsukata đưa ra yêu cầu một lần nữa, và khi lại bị từ chối, buộc phải giải tán nội các. Người kế nhiệm, Thủ tướng Itō Hirobumi, dự định thông qua biện pháp ngân sách vào năm 1892, nhưng lại bị thất bại. Điều này đã đưa đến một sự can thiệp cá nhân khác thường bởi Thiên hoàng Minh Trị trong một chiến chỉ ngày 10 tháng 2 năm 1893, trong đó Thiên hoàng đích thân góp ngân quỹ để chế tạo hai thiết giáp hạm bằng cách cắt giảm chi tiêu hàng năm của Hoàng gia, và yêu cầu mọi quan chức chính phủ hành động tương tự khi đồng ý cắt giảm 10% tiền lương của họ. Các giải pháp ngân quỹ dành cho lớp thiết giáp hạm Fuji được nghị viện thông qua không lâu sau đó.

## Thiết kế

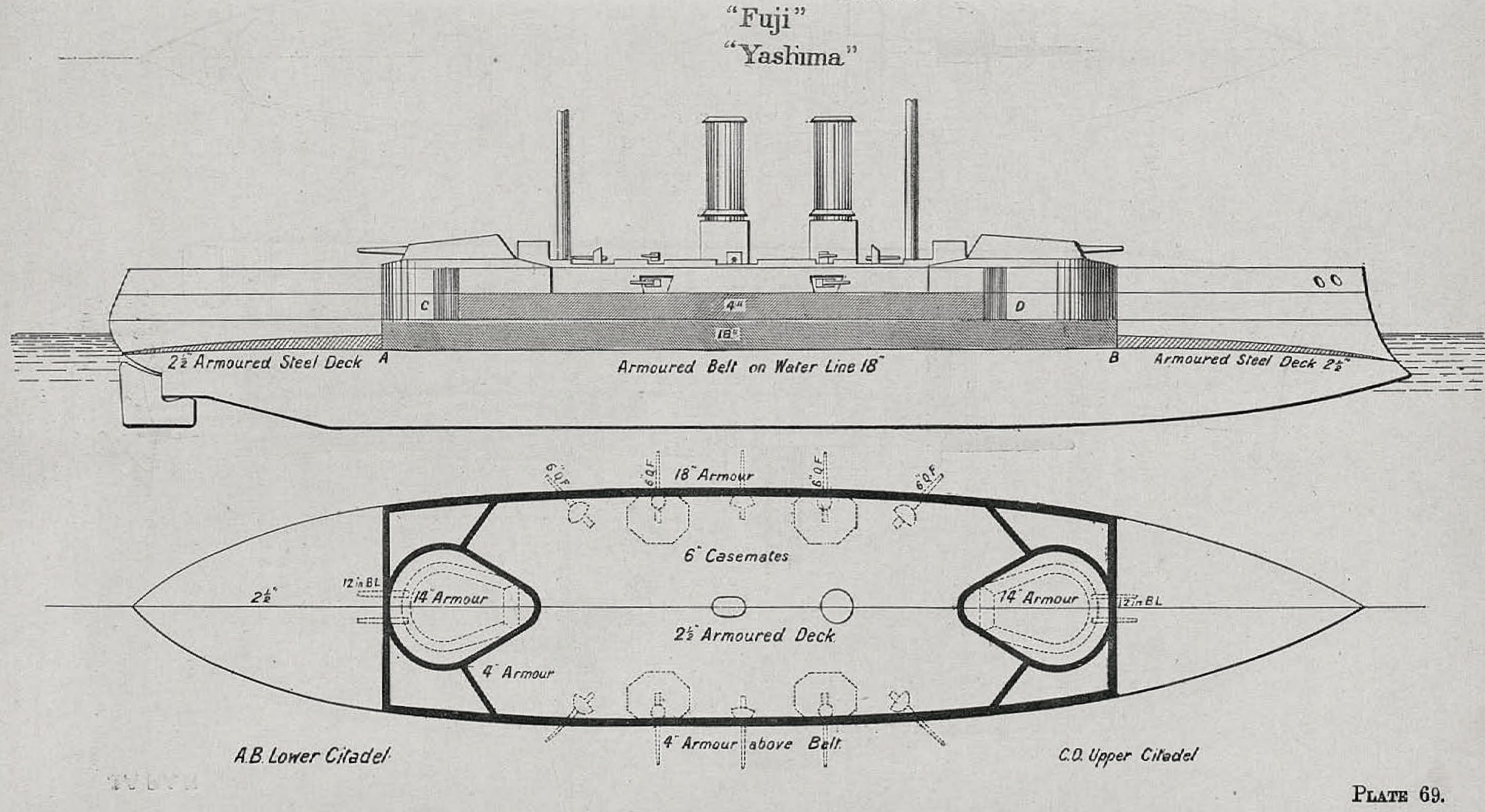
Sơ đồ mạn phải và sàn tàu của lớp Fuji như được mô tả trong Niên giám Hải quân Brassey 1896

Thiết kế của lớp Fuji là một phiên bản cải biến từ lớp thiết giáp hạm Royal Sovereign của Hải quân Hoàng gia Anh Quốc. Royal Sovereign được xem là lớp tàu chiến chủ lực tiên tiến nhất, lớn nhất và nhanh nhất vào thời đó. Chúng được thiết kế bởi kiến trúc sư hải quân nổi tiếng Sir William White.
Lớp Fuji có một số cải tiến ở nhiều phương diện so với những đặc tính nguyên thủy của lớp Royal Sovereign, và tốc độ tối đa của chúng 18,25 hải lý trên giờ (33,8 km/h) thậm chí còn nhanh hơn so với tốc độ 17 hải lý trên giờ (31,5 km/h) của Royal Sovereign. 

### Vũ khí

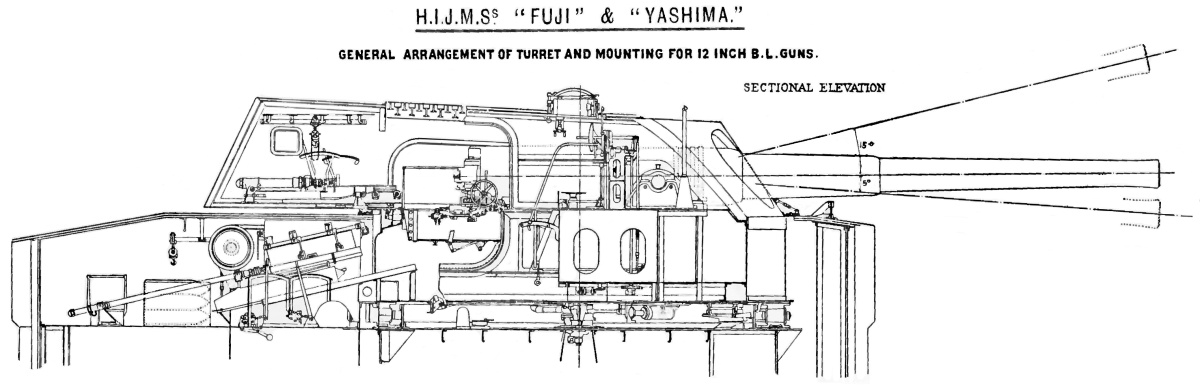
Sơ đồ tháp pháo 12 inch trang bị cho lớp Fuji

Dàn pháo chính của lớp Fuji sử dụng cùng kiểu hải pháo Elswick Armstrong Whitworth 305 mm (12 inch)/40 caliber Kiểu 41 nguyên thủy được dành cho lớp Royal Sovereign; các khẩu pháo này được bố trí trên các tháp súng nòng đôi phía trước mũi và sau đuôi tàu.
Dàn pháo hạng hai của lớp Fuji bao gồm mười khẩu pháo QF 152 mm (6 inch)/40 caliber Kiểu 41 để đối phó với các cuộc tấn công của các tàu phóng lôi, và được bố trí rộng khắp trên cả hai sàn tàu sao cho một phát đạn pháo bắn trúng không thể loại khỏi vòng chiến nhiều hơn một trong số chúng. Các khẩu bố trí ở sàn trên được bọc kín trong các bệ tháp pháo. Vũ khí hạng nhẹ bao gồm mười sáu khẩu pháo QF 12 pounder 76 mm (3 inch)/40 caliber 12 cwt, còn được gọi là "twelve pounder"; và bốn khẩu pháo 3 pounder.
Lớp Shikishima cũng được trang bị ngư lôi Whitehead phiên bản mới nhất, với bốn ống phóng ngầm dưới nước, và thêm một ống trên sàn tàu.

### Vỏ giáp
Đai giáp chính của lớp Fuji sử dụng vỏ giáp Harvey cao 8,5 foot (3 m) có độ dày 18 inch (457 mm) giảm dần còn 14 inch (356 mm) ở hai đầu ngang với bệ tháp pháo, và với một lớp giáp bằng thép dày 4 inch (102 mm) bên trên. Vỏ giáp được dự phòng bằng những hầm than rộng 10 foot (3 m), cung cấp sự bảo vệ bổ sung và được phân ngăn để duy trì độ nổi nếu như bị bắn trúng.
Vỏ giáp sàn tàu dày 3 inch (76 mm), mỏng dần còn 2,5 inch (64 mm) ở hai đầu và uốn cong xuống. Đã có dự định rằng nếu như bị bắn thủng, hai đầu sẽ bị ngập nước mà ít ảnh hưởng đến độ ổn định của cả con tàu.

## Lịch sử hoạt động
Được đưa ra hoạt động trong những năm 1897-1898, cả hai chiếc đều đã tham gia cuộc Chiến tranh Nga-Nhật (1904-1905). Trong đó Yashima bị chìm do trúng phải một quả thủy lôi vào ngày 15 tháng 5 năm 1904 ngoài khơi cảng Lữ Thuận tại một trong những thảm họa hải quân lớn nhất của Nhật Bản trong trận chiến này; còn Fuji tiếp tục hoạt động trong các trận hải chiến cảng Arthur, Hoàng Hải và Tsushima. Sau đó nó được đưa về làm tàu phòng duyên, rồi trong các nhiệm vụ huấn luyện cho đến khi bị giải giáp vào năm 1922. Lườn tàu của nó tiếp tục sử dụng làm trại lính nổi và huấn luyện cho đến năm 1948.

## Những chiếc trong lớp
| Tàu            | Đặt lườn             | Hạ thủy             | Hoạt động           | Số phận |
| Fuji (富士)    | 1 tháng 8 năm 1894   | 31 tháng 3 năm 1896 | 17 tháng 8 năm 1897 | Bị giải giáp năm 1923; được tháo dỡ năm 1948                                                                              |
| Yashima (八島) | 28 tháng 12 năm 1894 | 28 tháng 2 năm 1896 | 9 tháng 9 năm 1897  | Bị đánh chìm bởi thủy lôi ngày 15 tháng 5 năm 1904 ngoài khơi Lữ Thuận Khẩu, tọa độ 38°34′B 121°40′Đ / 38,567°B 121,667°Đ |